# Voo American Eagle 4184
O voo 4184 de American Eagle era um serviço doméstico regular de passageiros de Indianápolis, Indiana até Chicago, Illinois. No dia 31 de outubro de 1994 o ATR-72 que operava a rota voou em condições severas de gelo, perdendo o controle e batendo em um num campo perto de Roselawn. As 68 pessoas a bordo morreram no impacto devido a grande velocidade.

## Avião
O avião acidentado era um ATR 72-212 de prefixo N401AM, equipado com dois motores turboélice Pratt & Whitney Canada PW127. Realizara o seu primeiro voo em 7 de março de 1994, e fora entregue a American Eagle em 24 de março do mesmo ano. Foi operado pela Simmons Airlines em nome da American Eagle. A American Eagle era a marca regional da AMR Corporation, antes da formação da American Eagle Airlines.

## Passageiros e tripulação
O comandante do voo 4184 era Orlando Aguilar, 29 anos. Era um piloto experiente com quase 8.000 horas de voo, incluindo 1.548 horas no ATR. Os colegas descreveram as habilidades de voo de Aguilar em termos positivos e comentaram sobre a atmosfera relaxada da cabine de pilotagem que ele promoveu. O copiloto era Jeffrey Gagliano, 30 anos. Seus colegas também o consideravam um piloto competente, com mais de 5.000 horas de voo, das quais 3.657 horas no ATR.
| País           | Passageiros | Tripulação | Total |
| -------------- | ----------- | ---------- | ----- |
| Canadá         | 2           | 0          | 2     |
| Colômbia       | 3           | 0          | 3     |
| Lesoto         | 1           | 0          | 1     |
| México         | 1           | 0          | 1     |
| Coreia do Sul  | 1           | 0          | 1     |
| Suécia         | 2           | 0          | 2     |
| Reino Unido    | 5           | 0          | 5     |
| Estados Unidos | 49          | 4          | 53    |
| Total          | 64          | 4          | 68    |

## Meteorologia
As condições meteorológicas na área de Roselawn, Indiana, foram registradas pelo Serviço Nacional de Meteorologia. O resumo mostrou um centro de baixa pressão na área do centro-oeste de Indiana, e "...tetos de nuvens de menos de 300 metros e/ou visibilidades de menos de 3 milhas, na chuva,..." ocorrendo no norte de Indiana às 16:00 hora local. Uma frente fria também se estendeu do centro de baixa pressão em direção sudoeste. A temperatura da superfície do local do acidente foi relatada como 7 graus Celsius.
A análise do Serviço Nacional de Meteorologia indicou uma área de baixa pressão cujo centro está localizado no centro-oeste de Indiana às 18:00, hora local. As temperaturas na área onde o voo 4184 estava foram relatadas perto de 3 graus Celsius com umidade evidente. As temperaturas estavam perto de -4 graus Celsius com umidade evidente no norte de Indiana.
As condições meteorológicas fornecidas pelo Aeroporto de Lowell, que está localizado a cerca de 12 milhas náuticas a noroeste do local do acidente, indicavam nuvens quebradas a 1.400 pés, nublado a 3.000 pés, rajadas de vento de sudoeste a 20 nós, com leve chuvisco. No entanto, a observação do laudo foi feita cerca de 30 minutos após o acidente.

## Voo e acidente
O voo estava em rota do Aeroporto Internacional de Indianápolis, Indiana, para o Aeroporto Internacional O'Hare, Chicago, Illinois. O mau tempo em Chicago causou atrasos, levando o controle de tráfego aéreo a manter o voo 4184 sobre a interseção LUCIT próxima a 10.000 pés (3.000 m). Enquanto segurava, o avião encontrou chuva congelante, uma condição perigosa de formação de gelo em que gotículas super-resfriadas rapidamente causam um intenso acúmulo de gelo. Logo depois, eles foram liberados para descer a 8.000 pés (2.400 m). Após esta descida, os pilotos foram ordenados a entrar em outro porão. Durante a descida, um som indicando um aviso de excesso de velocidade devido aos flaps estendidos foi ouvido na cabine de comando. Depois que o piloto agiu retraindo os flaps, a atitude dos eixos e o ângulo de ataque do avião aumentaram, seguidos por uma excursão de rolagem brusca e não comandada que desengatou o piloto automático. Os dados do gravador de voo mostraram que a aeronave rolou 77 graus para a direita, momento em que os ailerons se moveram para uma posição neutra e o avião começou a rolar de volta para o nível das asas. No entanto, outra deflexão do aileron direito ocorreu quando o ângulo de inclinação foi diminuindo em 59 graus, trazendo o plano completamente invertido. Ao longo deste rolo, o registrador de dados mostrou que o primeiro oficial estava sustentando entradas de elevador de nariz para cima. Depois que o avião completou uma rolagem completa para a direita e passou por uma atitude no nível das asas, os ailerons foram desviados para a esquerda e a rolagem foi interrompida a 144 graus de margem direita. Os pilotos rolaram o avião para a esquerda; à medida que o ângulo de inclinação diminuía em 90 graus, os pilotos aplicaram o elevador de nariz para cima e impediram que o avião (que neste ponto havia atingido uma atitude de nariz para baixo de 73 graus) continuasse a inclinar para baixo. A essa altura, o avião estava descendo 4.900 pés. O sistema de alerta de proximidade do solo do avião começou a soar, seguido por um palavrão do primeiro oficial e um rápido aumento no elevador de nariz para cima. Um som alto de "esmagamento" foi ouvido pouco antes do final da gravação de voz da cabine. O avião caiu em um campo de soja molhado, parcialmente invertido, com o nariz para baixo.

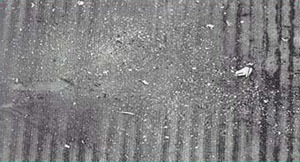
O local do avião acidentado visto de um helicóptero

A desintegração do avião indicou velocidade extrema, e os dados recuperados do gravador de dados de voo mostraram que o avião tinha uma velocidade indicada de 375 kn (694 km/h; 432 mph) no momento do impacto. Não houve fogo. A distribuição dos destroços combinado com os dados dos gravadores de voo indicaram que o estabilizador horizontal e as seções externas de ambas as asas se separaram do avião antes do impacto, "próximo ao solo". Os corpos de todos a bordo foram fragmentados pelas forças de impacto; portanto, o local do acidente foi declarado um risco biológico.
O voo 4184 foi a primeira perda de casco e também o acidente de aviação mais mortal, envolvendo uma aeronave ATR-72. Dezesseis anos depois, o voo 883 da Aero Caribbean colidiu com um terreno alto, também devido às condições de gelo, resultando no mesmo número de mortes.

## Causa provável da queda
Como é habitual nesses relatórios, o National Transportation Safety Board (NTSB) emitiu uma declaração de "causa provável" perto do final de seu relatório. A declaração de causa provável neste relatório foi consideravelmente mais longa do que é típico. O NTSB descobriu que a ATR (o fabricante daquela aeronave), a Direção Geral Francesa de Aviação Civil (a contraparte francesa da FAA americana) e a própria FAA contribuiu para aquele acidente, porque cada uma falhou em seu dever de garantir o mais alto nível possível de segurança ao público que viaja.
A declaração de "causa provável" não resumida do NTSB diz:

O Conselho Nacional de Segurança nos Transportes determina que as causas prováveis do acidente com o voo American Eagle 4184 foram a perda de controle, atribuída a uma reversão repentina e inesperada do momento da dobradiça do aileron que ocorreu após uma crista de gelo acumulada além da proteção anti-gelo porque: 

1) A ATR não divulgou completamente aos operadores, e incorporar no manual de voo do avião ATR-72, manual de operação da tripulação de voo e programas de treinamento da tripulação de voo, informações adequadas sobre os efeitos previamente conhecidos da precipitação congelante sobre as características de estabilidade e controle, piloto automático e procedimentos operacionais relacionados quando o ATR-72 foi operado em tal condições; 
2) A supervisão inadequada do ATR 42 e 72 pela Direção Geral de Aviação Civil (DGAC) francesa e sua falha em tomar as medidas corretivas necessárias para garantir a aeronavegabilidade contínua em condições de gelo; e 3) a falha da DGAC em fornecer à FAA informações de aeronavegabilidade em tempo hábil desenvolvidas a partir de incidentes e acidentes de ATR anteriores em condições de formação de gelo, conforme especificado no Acordo de Aeronavegabilidade Bilateral e no Anexo 8 da Organização de Aviação Civil Internacional.
Contribuíram para o acidente:

A falha da Administração Federal de Aviação (FAA) em garantir que os requisitos de certificação de congelamento de aeronaves, requisitos operacionais para voo em condições de congelamento e informações de congelamento de aeronaves publicadas pela FAA considerassem adequadamente os perigos que podem resultar do voo em condições de congelamento chuva e outras condições de gelo não especificadas em 14 Código de Regulamentos Federais (CFR) Parte 25, Apêndice C; e 2) a supervisão inadequada da FAA do ATR 42 e 72 para garantir a aeronavegabilidade contínua em condições de gelo.

## Resposta e investigação do BEA
O Bureau d'Enquêtes et d'Analyses pour la Sécurité de l'Aviation Civile (BEA) fez sua própria investigação separada e concordou com a causa do acidente do NTSB sendo a deflexão do aileron levando à perda de controle. No entanto, o BEA afirmou em resposta ao relatório do NTSB que a deflexão do aileron foi causada por erro do piloto em vez de gelo, citando várias conversas fora do tópico feitas pela tripulação durante a fase de espera, bem como a tripulação de voo estendendo os flaps para 15 graus em alta velocidade, o que pode criar grandes cargas axiais. O BEA também afirmou que o controlador de tráfego aéreo não estava monitorando adequadamente o voo. No entanto, o NTSB refutou os argumentos do BEA em seu relatório final e em um artigo de resposta detalhado separado. Além disso, não havia provas factuais para apoiar as alegações do BEA. O NTSB afirmou que a conversa da tripulação ocorreu em um momento não crítico do voo e que os pilotos estavam cientes da presença de gelo nas asas. Portanto, o NTSB concluiu que a conversa não pertinente não contribuiu para o acidente.

## Consequências
Em março de 1995, algumas famílias das vítimas descobriram restos de seus entes queridos no local do acidente, levantando a suspeita de que os esforços de limpeza não foram minuciosos. Em um comunicado, o legista do condado de Newton - referindo-se a outros comentários feitos - disse que não estava surpreso que houvesse restos mortais, dada a gravidade do acidente.
Em abril de 1996, a FAA emitiu 18 Diretrizes de Aeronavegabilidade (ADs) afetando 29 aeronaves turboélices que tinham a combinação de controles de voo não motorizados, botas de degelo pneumáticas e aerofólios de "cinco dígitos" da NACA. Eles incluíram revisões significativas dos procedimentos operacionais do piloto em condições de gelo (velocidades mínimas mais altas, não uso do piloto automático, diferentes procedimentos de recuperação de perturbações), bem como mudanças físicas na área de cobertura dos sistemas de degelo nos aerofólios.
Nos anos que se seguiram a esse acidente, a AMR Corporation parou de usar seus ATRs da American Eagle fora de seus hubs do norte e os transferiu para os hubs do sul e do Caribe no Aeroporto Internacional de Dallas/Fort Worth, Miami, Flórida, e San Juan, Porto Rico, para reduzir potenciais problemas de formação de gelo no futuro. Outros ex-operadores de ATR dos EUA, particularmente a SkyWest, Inc., subsidiária e operadora da Delta Connection Atlantic Southeast Airlines, operaram aeronaves ATR 72 em áreas onde as condições de gelo não eram comuns.
Enquanto as aeronaves ATR-42 e ATR-72 agora estão em conformidade com todos os requisitos de condição de gelo impostos por esses 18 ADs, as botas de degelo ainda atingem apenas 12,5% da corda. Antes do acidente, eles haviam se estendido apenas para 5% e 7%, respectivamente. Robert Boser acredita que os ADs ainda não conseguiram lidar com os resultados dos testes conduzidos pelos reguladores britânicos no MoD Boscombe Down, que demonstrou que o gelo pode se formar na asa até 23% da corda e na cauda a 30% do acorde. Ambas as porcentagens estão muito além do alcance das botas de degelo estendidas instaladas em conformidade com os ADs da FAA. Esses testes limitaram o tamanho das gotas a 40 micrômetros, próximo ao limite máximo das regras de certificação de projeto da FAA para aeronaves da categoria Transporte (Parte 25, Apêndice C), ainda em vigor na época do acidente de Roselawn. "Extensos testes aéreos" após o acidente revelaram que os aviões podem encontrar gotículas de água com mais de 200 micrômetros de diâmetro médio. É provável que a falta de mais acidentes com gelo no ATR durante a década de 1990 seja atribuível às mudanças nos procedimentos operacionais dos pilotos, bem como à movimentação dessas aeronaves para áreas operacionais onde o gelo severo não é um problema, e não à modesta extensão de as botas de degelo para 12,5% do acorde.
Três ATR 72 caíram desde então devido ao gelo: o vôo 791 da TransAsia Airways caiu em 21 de dezembro de 2002, matando os dois pilotos. Aero Caribbean Flight 883 caiu em 4 de novembro de 2010, matando todas as 68 pessoas a bordo. O voo UTair 120 caiu em 2 de abril de 2012, devido à falta de degelo da aeronave antes da decolagem. 33 das 43 pessoas a bordo morreram. O acidente do voo 791 da TransAsia Airways foi atribuído ao tamanho da gota de água que estava além da Parte 25, Apêndice C da certificação de projeto da FAA.

## Documentários
- Este acidente foi apresentado no programa do Discovery Channel The New Detectives em um episódio intitulado "Witness to Terror". (O episódio incorretamente dá o número de vítimas mortas no voo como 72.)
- O acidente foi apresentado na produção teatral Charlie Victor Romeo.
- O acidente foi apresentado na 7ª temporada da série documental canadense Mayday, em um episódio intitulado "Frozen in Flight" (no Brasil "Fenômenos Climáticos"[13]).
- O acidente foi brevemente mencionado em um episódio de Modern Marvels ("Sub Zero") no The History Channel.